# Dobrostany (przystanek kolejowy)
Dobrostany (ukr. Добростани, ros. Добростаны) – przystanek kolejowy w pobliżu miejscowości Dobrostany, w rejonie jaworowskim, w obwodzie lwowskim, na Ukrainie.